# اتفاق روتي ريبنتروب

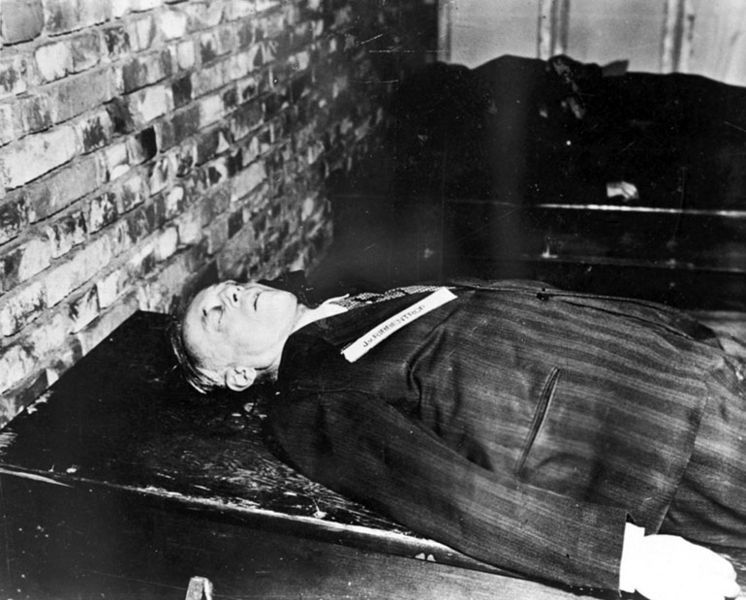
يواكيم فون ريبنتروب

اتفاق روتي ريبنتروب (بالفنلندية: Ryti–Ribbentrop-sopimus) في 26 يونيو 1944 كان رسالة شخصية من الرئيس ريستو روتي إلى الفوهرر أدولف هتلر، حيث تعهد ريستو روتي رئيس فنلندا بعدم التوصل إلى صلح منفصل في حرب الشتاء مع الاتحاد السوفياتي من دون موافقة من ألمانيا النازية لتأمين المساعدة العسكرية الألمانية لوقف الهجوم السوفياتي. سجلت هذه الرسالة الأقرب إلى تحالف فنلندا وألمانيا النازية خلال الحرب العالمية الثانية.